# Frédéric Fanget
Pour les articles homonymes, voir Fanget.
 (décembre 2024).
Frédéric Fanget est un médecin psychiatre et psychothérapeute français né le 11 avril 1955 à Lyon et auteur de revues psychologiques.

## Formation
Frédéric Fanget a soutenu sa thèse de docteur en médecine à Lyon en 1983, puis un mémoire de psychiatrie en 1985, année où il a également réalisé un DEA de neurosciences en 1985 . Ses travaux ont fait l'objet de publications dans des revues scientifiques internationales à comité de lecture (voir section publications professionnelles). Il est également diplômé de sexologie, pathologie veille-sommeil (1987) et de thérapie cognitivo-comportementale depuis 1992.

## Activités
Il enseigne les thérapies comportementales dans plusieurs universités en France, en Belgique et en Suisse. Il a animé plus de 200 ateliers et conférences pour les professionnels sur les thèmes de la psychothérapie, du couple, du stress et de l'anxiété, de la dépression... Il a également une activité de conférencier pour le grand public, en France et à l’étranger. Il est régulièrement sollicité comme expert par la presse et intervient sur la plupart des grandes radios et chaines de télévision française. Il a par exemple participé à l'émission de novembre 2013 sur la confiance en soi du Magazine de la Santé sur France 5. Il est également l'auteur de plusieurs livres destinés au grand public (voir section livres grand public) et aux professionnels (voir section publications professionnelles). Il a exercé à l'hôpital et en cabinet libéral.Il a développé l'utilisation des thérapies comportementales et cognitives en particulier pour des personnes souffrant de phobies sociales travail ayant fait l'objet de publication. Il a également développé l'utilisation de l'approche cognitive-comportementale dans le perfectionnisme
Il est père de trois enfants.

## Publications pour grand public: livres et participations presse audio télévisée et écrite
- Affirmez-vous pour mieux vivre avec les autres, Éditions Odile Jacob, 2000-2011
- Oser, thérapie de la confiance en soi, Éditions Odile Jacob 2003-2008 (poche)
- Toujours mieux, psychologie du perfectionnisme, Éditions Odile Jacob 2006 et 2008 (poche)
- Ou vas-tu ?, les réponses de la psychologie pour donner du sens à sa vie, Éditions les Arènes, 2007
- Oser la vie à deux, Éditions Odile Jacob, mars 2010 - Je me libère, Éditions Odile Jacob, octobre 2013 et 2016 (poche)
- Participation à des ouvrages collectifs :
  - Secrets de psy, ce qu’il faut savoir pour aller bien, Éditions Odile Jacob, 2011
  - Conseils de psy, sous la direction de Christophe André, Éditions Odile Jacob, 2013
  - Les psy se confient, Éditions Odile Jacob, septembre 2015
  - Frédéric Fanget, Pauline Aubry (dessin) et Catherine Meyer, Le Club des anxieux qui se soignent, Les Arènes,, 2023 (ISBN 979-10-375-0846-1)

## Publications professionnelles
- L’affirmation de soi, une méthode de thérapie, F. Fanget avec B. Rouchouse, Éditions Odile Jacob 2007.
- Articles scientifiques dans des revues à comité de lecture:
  - dosage de la mélatonine plasmatique chez des patients schizophrènes[4]
  - dosage de mélatonine plasmatique chez des patients maniaco-dépressifs[5]
- Participations à des ouvrages collectifs :
  - Guide clinique de thérapies comportementales et cognitives, sous la direction des Professeurs Odile Fontaine et du Docteur Philippe Fontaine, Éditions Retz, 2006, chapitre d’affirmation de soi par Frédéric Fanget et Bernard Rouchouse